# ドラマチックe.p.
『ドラマチックe.p.』（ドラマチック イーピー）は、日本の女性歌手・南波志帆の2枚目のミニ・アルバム。2016年12月7日に、タワーレコード内に設立したレーベル「sparkjoy records」（スパークジョイレコーズ）からリリースされた。

## 概要
2016年4月に前作のオリジナルアルバム『meets sparkjoy』以来、南波自身のレーベルsparkjoy recordsから2作品目。同年11月2日に、12月7日にリリース決定したことがレーベル公式サイトで明かされた。同時に、南波と楽曲提供アーティストからコメントも発表された。南波は当作について「ドラマチックに、繊細に、日常の機微を切り取った作品になりました。ときめきの本質、みたいなイメージです。理想と現実の狭間でゆらゆら、キラキラと揺れ動く、女の子の気持ちが詰まっています。」とコメントしている。前作同様、発売に先駆けて南波自身がDJを務めるNHK-FMにて放送されている音楽番組「ミュージックライン」にて収録曲を公開した。M3「セピア」では南波自身が作詞を行っている一方で、他の曲の作詞・作曲は、津野米咲、福永浩平、YeYe、フレネシ、ショック太郎らが行っている。

## 収録曲
1. 月曜9時のおままごと
作詞・作曲：津野米咲 編曲：the sparkjoy band
  - ミュージックビデオが存在しており、ジャケットに引き続いてデザイナー千原徹也率いる「れもんらいふ」が監修。千原やMICO (ex.ふぇのたす）によるソロプロジェクト、「SHE IS SUMMER」も出演している[3]。
  - NHK-FM「ミュージックライン」で、2016年度12・1月のエンディングテーマに起用された。
2. プールサイド
作詞・作曲：YeYe 編曲：the sparkjoy band
3. セピア
作詞：南波志帆 作曲：THE CHARM PARK、URU、南波志帆 編曲：THE CHARM PARK、URU
4. 華胥の夢
作詞：フレネシ 作曲・編曲：無果汁団（とんCHAN ＆ ショック太郎）
5. polar express
作詞：fifi leger、THE CHARM PARK 作曲・編曲：THE CHARM PARK
6. City Lights
作詞・作曲：福永浩平 編曲：the sparkjoy band